# 奈特岩
奈特岩（英語：Knight Rocks），是南極洲的岩石，位於南設得蘭群島，處於雪島南岸西北面8公里，由英國南極名稱諮詢委員會命名，現時由南極條約體系管理。